# Costache Olăreanu
Costache Olăreanu (n. 1 iulie 1929, Huși – d. 23 septembrie 2000, Iași) a fost un scriitor român din generația Școlii de la Târgoviște.
A urmat Facultatea de Psihologie-Pedagogie din București, făcând ultimul an la Cluj. 
Membru al Școlii de la Târgoviște, grupare literară din care mai făceau parte și Radu Petrescu, și Mircea Horia Simionescu. 
Cei trei prieteni și membri ai școlii de la Târgoviște au debutat în volum, Mircea Horia Simionescu în 1968, Radu Petrescu în 1970, iar Costache Olăreanu în 1971, cu „Vedere din balcon”.
În 1978 publicase cea de-a doua carte, „Confesiuni paralele”, iar cea de-a treia, din 1979, „Ucenic la clasici”, a primit în 1980 Premiul Uniunii Scriitorilor.
Tot în 1980 vede lumina tiparului „Ficțiune și infanterie”, poate cea mai lăudată carte a sa, la concurență cu „Ucenic la clasici”, iar în restul deceniului va publica: „Fals manual de petrecere a călătoriei” în 1982, „Avionul de hârtie” în 1983, „Cvintetul melancoliei” în 1984, „Cu cărțile pe iarbă” în 1986, „Dragoste cu vorbe și copaci” în 1987.
După 1990, în primii ani de postcomunism, deși se pensionase între timp, va fi șef al Inspectoratului pentru Cultură al Municipiului București, director general în Ministerul Culturii și director al Editurii Fundației Culturale Române, de la cârma căreia se retrăsese de circa un an. În acești ani a publicat „Poezie și autobiografie”, „Caiete vechi și sentimentale”, „Lupul și chitanța”, „Scrisoare despre insule” și „Merci pour les covrigi”. Câteva dintre cărțile mai vechi i s-au reeditat. Tocmai apăruse ediția a doua a „Cărților pe iarbă”, de asta-dată sub titlul „Sancho Panza al II-lea”. A fost ultima sa apariție antumă.
S-a stins din viață la 23 septembrie 2000 nu departe de Huși-ul natal, la Iași, unde fusese transportat după ce se simțise rău la Vaslui, unde prezidase juriul unui festival de umor.

## Opera literară
- „Vedere din balcon”, 1971

- „Ucenic la clasici”, 1979
- „Ficțiune și infanterie”, 1980
- „Fals manual de petrecere a călătoriei”, 1982
- „Avionul de hârtie”, 1983
- „Cvintetul melancoliei”, 1984
- „Cu cărțile pe iarbă”, 1986
- „Dragoste cu vorbe și copaci”, 1987
- „Poezie și autobiografie”, 1994
- „Caiete vechi și sentimentale”, 1994
- „Lupul și chitanța”, 1995
- „Scrisoare despre insule”, 1999
- „Merci pour les covrigi”, 1999

## Opere Postume
- „De la Abulius la Zotta”,2000
- „Cum poți să fii persan”, 2001
- „Frica”, 2002[1]

## Premii literare
- Premiul Uniunii Scriitorilor (2001), pentru Ucenic la clasici